# Opération Sea Orbit

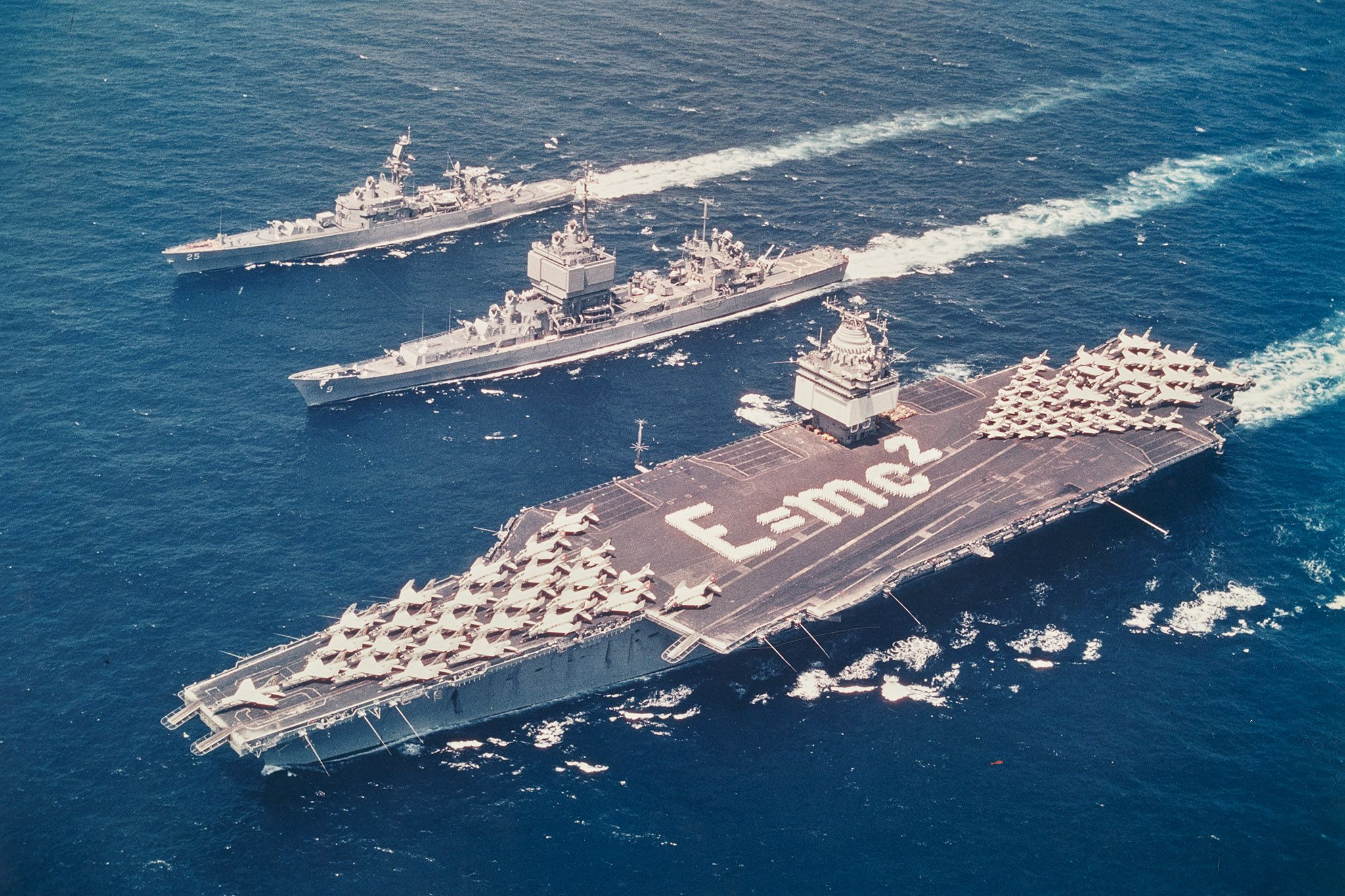
Les croiseurs à propulsion nucléaire USS Bainbridge et USS Long Beach derrière l’USS Enterprise en 1964.

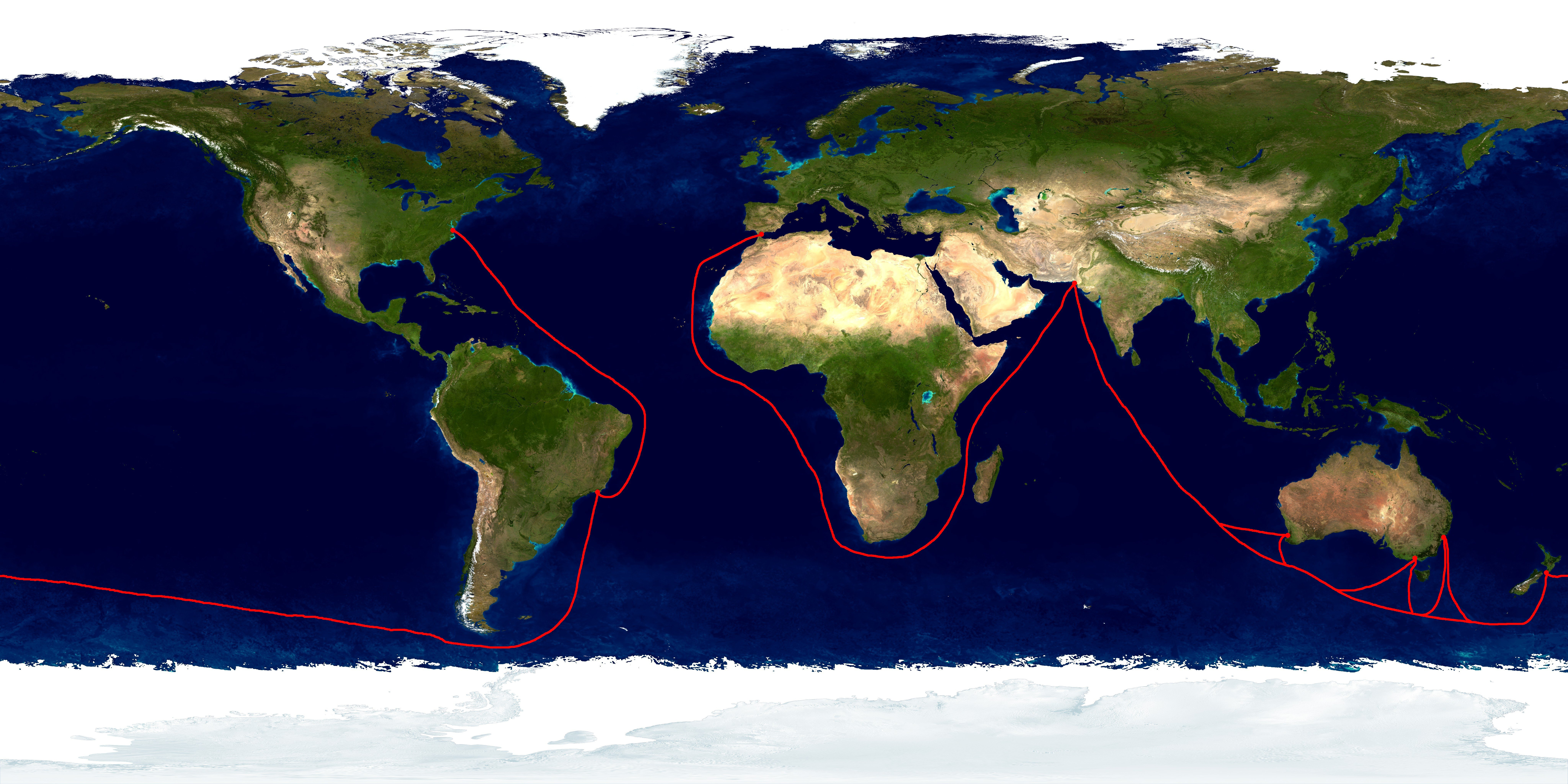
La route suivi par la TF 1.

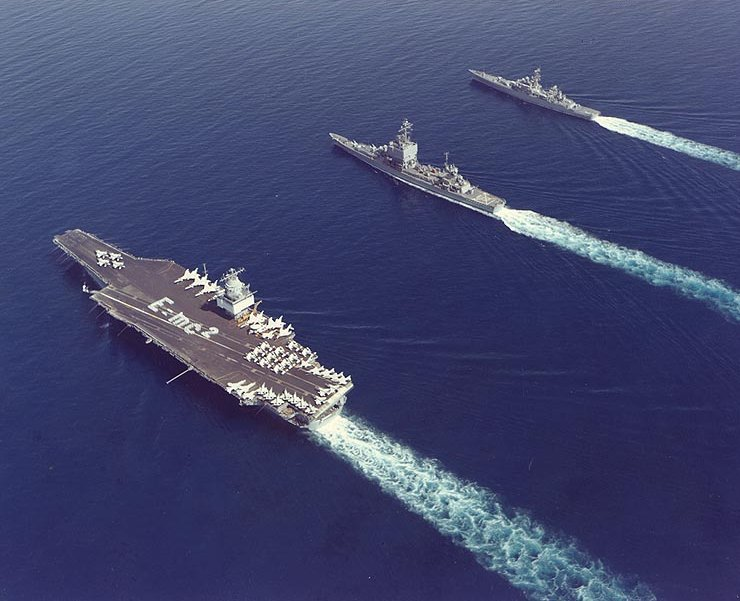
La formation en Méditerranée le 18 juin 1964.

Le 24 mai 1964, les croiseurs USS Long Beach (CGN-9), USS Bainbridge (CGN-25), et le porte-avions USS Enterprise (CVN-65) de la force navale américaine se sont regroupés pour former le premier groupe aéronaval à propulsion nucléaire navale, (la Task Force 1) afin de participer à l’opération Sea Orbit. 
Fin juillet, ces trois navires firent un tour du monde de 65 jours de 30 565 milles soit 56 606 km à une vitesse moyenne de 25 nœuds, pour commémorer la circumnavigation effectuée par 16 navires de ligne de la Great White Fleet (16 décembre 1907- 22 février 1909), en validant le concept de déploiement rapide d’un groupe aéronaval à propulsion nucléaire et ceci sans aucun soutien logistique extérieur. Un sous-marin nucléaire d'attaque a certainement fait partie de cette Task Force.